# Liste der kaiserlichen Generale der Frühen Neuzeit/F
Legende: * geboren | ~ getauft | † gestorben | ⚔ gefallen | Zu den Rangbezeichnungen siehe auch Generalsränge auf der Startseite.
- Christian Wolfgang Freiherr von Faber du Faur

* 27.August 1710 † 23. Mai 1793. Laufbahn: 20. Januar 1768 mit Rang vom 20. Januar 1759 Generalfeldwachtmeister, 25. April 1775 mit Rang vom 7. März 1767 Feldmarschalleutnant, 3. April 1784 mit Rang vom 29. März 1784 Feldzeugmeister
- Johann Philipp Faber von Ehrenbreitstein

* 6. Januar 1756 † 5. März 1844. Laufbahn: kurfürstlich-trierischer Obrist, 15. August 1808 Generalmajor, 29. Oktober 1813 Feldmarschalleutnant, 16. September 1826 Feldzeugmeister
- Franz Karl von Faber

* ? † ?. Laufbahn: 22. Mai 1708 mit Rang vom 6. Juni 1705 Generalfeldwachtmeister
- Emerich Friedrich von Fabre

* ? † ?. Laufbahn: 1. Mai 1717 Generalfeldwachtmeister, 10. November 1723 Feldmarschalleutnant
- Michael von Fabri

* 1739 † 9. Oktober 1809. Laufbahn: 5. Juni 1788 mit Rang vom 28. Mai 1788 Generalmajor, 29. Dezember 1793 mit Rang vom 14. Dezember 1793 Feldmarschalleutnant, 1. Dezember 1794 im Ruhestand
- Dominik Tomiotto de Fabris, Conte di Cassano

* 28. Februar 1725 † 14. Januar 1789. Laufbahn: 7. September 1771 mit Rang vom 10. Februar 1765 Generalmajor, 29. Oktober 1778 mit Rang vom 26. Oktober 1778 Feldmarschalleutnant, 10. November 1788 mit Rang vom 25. Oktober 1788 Feldzeugmeister
- Franz Nikolaus Freiherr von Fagel

* 3. Februar 1655 † 23. Februar 1718. Laufbahn: 1693 niederländischer Generalmajor, sp. Generalleutnant und General der Infanterie; 2. Mai 1697 kaiserlicher Generalfeldwachtmeister (Titel), 15. Dezember 1703 Feldmarschalleutnant
- Nikolaus Franz Freiherr von Falaize

* ? † 1749. Laufbahn: 8. Dezember 1733 Generalfeldwachtmeister
- Franz Marquard Leopold Freiherr von Falkenstein

* vermutl. 15. November 1660 † Ende September 1717. Laufbahn: 8. Januar 1705 Generalfeldwachtmeister, 10. April 1708 Feldmarschalleutnant, 12. Mai 1716 General der Kavallerie
- Karl Freiherr von Fasching

* 1753 † 21. August 1826. Laufbahn: 5. Dezember 1813 Generalmajor
- Karl Graf Favier du Noyer

* 1750 † 21. Mai 1818. Laufbahn: 1. September 1805 mit Rang vom 8. April 1805 Generalmajor, 1810 und 1814 im Ruhestand
- Johann Reichard Freiherr von Fechenbach

* 1657 † 1716. Laufbahn: würzburg. Feldmarschalleutnant, 1. Juli 1712 kaiserlicher Feldmarschalleutnant
- Johann Graf Fekete de Galántha

* 10. November 1741 † 21. Juli 1803. Laufbahn: 27. November 1779 mit Rang vom 27. November 1779 Generalmajor
- Franz Anton Felix

* ? † ?. Laufbahn: 5. März 1758 Generalfeldwachtmeister
- Christoph Rudolf Fellner von Feldegg

* 1662 † 28. Dezember 1738. Laufbahn: 1. Dezember 1732 Generalfeldwachtmeister, 30. März 1735 Feldmarschalleutnant
- Ferdinand von Fellner

* ? † 9. Juli 1809 (⚔ bei Leoben). Laufbahn: 17. Juni 1809 Generalmajor
- Maria Franz Philipp Freiherr Fenner von Fenneberg

* 17. Juli 1759 † 19. Oktober 1824. Laufbahn: 15. August 1808 Generalmajor, 26. Juli 1813 Feldmarschalleutnant
- Joseph Leopold Johann Nepomuk Freiherr Fenzel von Baumgarden zu Grub

* 1748 † 9. November 1805. Laufbahn: 2. Oktober 1799 mit Rang vom 9. Oktober 1799 Generalmajor, September 1800 im Ruhestand
- Franz von Feretti

† 10. April 1790. Laufbahn: 19. Januar 1771 mit Rang vom 5. September 1759 Generalmajor
- Johann Franz von Barwitz, Freiherr von Fernemont

* 1597 † nach dem 13. September 1667. Laufbahn: 18. April 1635 Generalfeldwachtmeister, 2. Mai 1640 Feldmarschalleutnant, 1641 Feldzeugmeister
- Joseph Johann Graf von Ferraris

* 20. April 1726 † 1. April 1814. Laufbahn: 2. März 1761 mit Rang vom 13. März 1759 Generalfeldwachtmeister, 1. Mai 1773 mit Rang vom 28. Februar 1767 Feldmarschalleutnant, 3. April 1784 mit Rang vom 26. März 1784 Feldzeugmeister, 6. September 1808 Feldmarschall
- Don Federigo Ferrero di Masserano

* 1682? † ?. Laufbahn: 2. Juni 1700 Generalfeldwachtmeister
- Graf Joseph Festetics de Tolna

* 19. März 1691 † 2. Mai 1757. Laufbahn: 16. April 1739 Generalfeldwachtmeister, 30. (?) Oktober 1741 Feldmarschalleutnant, 2. Juni 1754 mit Rang vom 18. November 1748 General der Kavallerie
- Wilhelm Freiherr von Feuchtersleben

* 1768/69 † 18. Mai 1844. Laufbahn: 30. April 1815 Generalmajor, 29. Dezember 1834 Feldmarschalleutnant (Charakter) ehrenhalber und im Ruhestand
- Andreas Leopold Freiherr Feuerstein von Feuersteinsberg

* 15. November 1697 † 4. März 1774. Laufbahn: 4. Juli 1757 Generalfeldwachtmeister, 1. April 1759 Feldmarschalleutnant
- Anton Ferdinand Freiherr Feuerstein von Feuersteinsberg[1]

* 15. Dezember 1691 † 1780. Laufbahn: um 1742 (5. März 1738 ?) Generalfeldwachtmeister, 9. Oktober 1745 Feldmarschalleutnant, 26. August 1753 mit Rang vom 4. Dezember 1748 Feldzeugmeister
- Karl Ludwig Gabriel Bonaventura Graf von Ficquelmont

* 23. März 1777 † 7. April 1857. Laufbahn: 27. Februar 1814 Generalmajor, 18. Januar 1830 Feldmarschalleutnant, 3. März 1843 General der Kavallerie
- Joseph von Filo

* ? † 21. September 1789 (⚔ bei vor Choczim). Laufbahn: 12. Oktober 1788 mit Rang vom 2. Oktober 1788 Generalmajor
- Ambrogio Conte di Finale

* ? † 1749. Laufbahn: 12. April 1735 Generalfeldwachtmeister
- Karl Xaver von Fincke

* ? † 21. Januar 1812. Laufbahn: 1. Januar 1794 mit Rang vom 8. Dezember 1791 Generalmajor, 15. Dezember 1799 mit Rang vom 11. Dezember 1799 Feldmarschalleutnant
- Francesco de Finè

* ? † ?. Laufbahn: 26. Juni 1759 mit Rang vom 30. März 1759 Generalfeldwachtmeister
- Joseph Finta

* ? † 31. August 1802. Laufbahn: 1790 mit Rang vom 30. November 1790 Generalmajor
- Wilhelm Fischer von Ehrenbach

* 1753 † 18. November 1795. Laufbahn: 28. Mai 1794 Generalmajor
- Franz von Fischer

* ? † 1742. Laufbahn: 5. März 1738 Generalfeldwachtmeister
- Johann Ritter von Fitzgerald

* ? † 3. April 1805. Laufbahn: 27. Februar 1793 Generalmajor, 1. März 1797 mit Rang vom 24. November 1795 Feldmarschalleutnant
- Karl Flach von Flachenfeld

* 1762 † 30. Oktober 1813 (⚔ bei Hanau). Laufbahn: 20. Oktober 1813 Generalmajor
- Karl Fleischer von Eichenkranz

* ? † 19. September 1808. Laufbahn: 18. Juni 1805 mit Rang vom 21. März 1805 Generalmajor (Charakter) und im Ruhestand
- Ludwig von Fleischer

* ? † 27. Februar 1806. Laufbahn: 16. Januar 1797 mit Rang vom 9. Januar 1797 Generalmajor, 1. September 1805 mit Rang vom 4. September 1805 Feldmarschalleutnant
- Jean-François-Joseph de Wilcardel, Marquis de Fleury,

* ? † 1735 ?. Laufbahn: 2. Januar 1692 General des Wasser-Armaments auf der Donau mit Generalfeldwachtmeister-Rang
- Ludwig Karl Graf Folliot de Crenneville,

* 3. Juli 1765 † 21. Juni 1840. Laufbahn: 9. März 1805 mit Rang vom 2. September 1805 Generalmajor, 27. April 1813 Feldmarschalleutnant, 9. März 1831 General der Kavallerie
- Joseph von Fölseis,

* 1760 † 3. Januar 1841. Laufbahn: 26. Juli 1813 Generalmajor, 8. Februar 1825 Feldmarschalleutnant
- Karl von Fölseis,

* ? † 10. Oktober 1810. Laufbahn: 12. Februar 1809 Generalmajor
- Paul Bernard de Raigecourt, Graf von Fontaine,

* ? † 1686 (⚔ bei vor Ofen). Laufbahn: 1. Oktober 1682 Generalfeldwachtmeister, 30. Dezember 1685 Feldmarschalleutnant
- Achilles Conte di Fontanelli,

* 18. November 1775 † 22. Juli 1839. Laufbahn: um 1801 italienischer Brigadegeneral, 1809 DG; 31. Dezember 1814 k.k. Feldmarschalleutnant
- Adam I. Graf Forgács von Ghymes und Gács,

* 1601 † 10. Juni 1681. Laufbahn: 1. Juni 1643 Feld-Obrist in Ober-Ungarn; 27. April 1645 Kreisobrist diesseits der Donau und der bergstädtischen Grenze bis 22. Dezember 1668; 26. Juli 1655 Feldmarschall
- Franz Graf Forgács von Ghymes und Gács,

* 1689 † 9. Mai 1750 ?. Laufbahn: 1. September 1742 Generalfeldwachtmeister
- Franz Xaver Graf Forgács von Ghymes und Gács,

* 2. Oktober 1697 † 1764. Laufbahn: 27. September 1741 Generalfeldwachtmeister, 1754 mit Rang vom 19. Juli 1752 Feldmarschalleutnant
- Ignaz Graf Forgács von Ghymes und Gács,

* 21. Juli 1702 † 2. April 1772. Laufbahn: 31. Oktober 1745 Generalfeldwachtmeister, 21. Januar 1757 Feldmarschalleutnant, 17. April 1764 mit Rang vom 6. Oktober 1761 Feldzeugmeister
- Simon IV. Adam Graf Forgács von Ghymes und Gács,

* 8. Juli 1669 † 13. September 1730. Laufbahn: 2. Mai 1697 Generalfeldwachtmeister (Titel), 10. März 1702 Generalfeldwachtmeister; April 1704 Kuruzzen-Feldmarschall
- Ludwig Freiherr von Foullon,

† 1797. Laufbahn: 28. Mai 1794 Generalmajor
- Joseph von Fourquin,

† 15. Januar 1822. Laufbahn: 15. August 1808 Generalmajor, 8. Oktober 1813 Feldmarschalleutnant
- Johann Anton Marchese di Franchi,

* ? † ?. Laufbahn: 18. April 1737 Feldmarschalleutnant
- Freiherr von Schellendorf, Joseph Ignatius Graf von Frankenberg und Ludwigsdorf,

* 1698 † 17. Mai 1742 (⚔ bei Chotusitz). Laufbahn: 13. März 1741 Generalfeldwachtmeister
- Anton Graf von Frankenberg,

* 1668 † 1735. Laufbahn: kurpfälzischer Generalleutnant; 3. Oktober 1731 kaiserlicher Feldmarschalleutnant
- Leopold Prokop Freiherr von Frankenbusch,

* ? † 18. Oktober 1816. Laufbahn: 16. Dezember 1799 mit Rang vom 5. Januar 1800 Generalmajor
- Leopold von Frankendorf,

† 1783 oder † 4. September 1772. Laufbahn: 19. Januar 1771 mit Rang vom 31. Januar 1760 Generalmajor
- Freiherr Franz von Frehlich,

* 1771 † 17. Mai 1813. Laufbahn: 24. Mai 1809 Generalmajor
- Johann Karl Peter Graf Hennequin von Fresnel und Curel,

* 1762 † 25. Februar 1831. Laufbahn: 27. September 1799 mit Rang vom 23. September 1799 Generalmajor, 1. Januar 1807 Feldmarschalleutnant, 21. Januar 1817 General der Kavallerie
- Karl Hieronymus Freytag von Freudenfeld und Platzegg,

* 1683 † 12. Juli 1761. Laufbahn: 26. März 1754 Generalfeldwachtmeister
- Johann Arnold von Freytag,

* ? † 27. Juni 1801. Laufbahn: 30. April 1801 mit Rang vom 25. April 1801 Generalmajor
- Wenzel Johann von Frierenberger,

* 2. September 1759 † 11. Februar 1823. Laufbahn: 27. April 1813 Generalmajor, 5. Januar 1820 im Ruhestand
- Martin Jakob von Friese,

* ? † 8. April 1784. Laufbahn: 8. März 1769 mit Rang vom 1. Februar 1759 Generalfeldwachtmeister
- Julius Heinrich Graf von Friesen

* 17. Januar  (6. ?) 1657 † 26./28. August 1706. Laufbahn: 1692 kursächsischer Generalmajor; engl. Generalmajor und Generalleutnant; 10. April 1697 kaiserlicher Feldmarschalleutnant, 5. Dezember 1703 Feldzeugmeister
- Johann Maria Philipp Graf Frimont von Palota, Principe d’Antrodocco

* 3. Januar 1759 † 26. Dezember 1831. Laufbahn: 29. Oktober 1800 mit Rang vom 9. Januar 1801 Generalmajor, 12. Februar 1809 Feldmarschalleutnant, 2. September 1813 General der Kavallerie
- Peter von Froehauf

* ? † 17. Juli 1815. Laufbahn: 15. Juli 1812 Generalmajor
- Franz Fröhlich von Freudenstein

* ? † ?. Laufbahn: 25. April 1775 mit Rang vom 25. April 1775 Generalmajor
- Michael Freiherr von Fröhlich

* 9. Januar 1740 † 1814. Laufbahn: 29. September 1793 (1. Januar 1794 ??) Generalmajor, 4. März 1796 mit Rang vom 13. Januar 1796 Feldmarschalleutnant
- Christoph von Fronius

* ? † 29. November 1818. Laufbahn: 23. Mai 1797 mit Rang vom 21. Juni 1797 GeneralmajorCharakter und im Ruhestand
- Joseph Freiherr Froon von Kirchrath

* 1740 † 12. Januar 1821. Laufbahn: 24. Februar 1794 mit Rang vom 22. Februar 1794 Generalmajor, 18. Februar 1801 Feldmarschalleutnant, 16. November 1812 Feldzeugmeister ehrenhalber und im Ruhestand
- Marcus Stephan Gabriel Freiherr von Frossard

* Mitte Dezember 1757 † 30. November 1815. Laufbahn: 20. Juli 1797 mit Rang vom 4. Juli 1797 Generalmajor, 1797 im Ruhestand
- Johann Baptist Graf Fuchs von Fuchsberg

* ? † ?. Laufbahn: 24. September 1760 Generalfeldwachtmeister
- Johann Philipp Freiherr von Fuchs, Ritter von Bimbach,

* um 1567 † 27. August 1626 (⚔ bei Lutter am Barenberge). Laufbahn: 7. Juli 1618 Feldzeugmeister; 1. November 1625 dänischer General der Infanterie
- Ernst Thomas Joseph Graf Fugger zu Glött,

* 22. Dezember 1726 † 4. Juni 1799. Laufbahn: 15. Mai 1784 mit Rang vom 3. Mai 1784 Generalmajor
- Eustach Maria Graf Fugger,

* 8. September 1665 † 29. Mai 1743. Laufbahn: 28. September 1703 Generalfeldwachtmeister, 10. Mai 1708 Feldmarschalleutnant, 9. Mai 1716 Feldzeugmeister; schwäbischer General der Kavallerie
- Benjamin Friedrich Funk von Senftenau,

* 20. Februar 1746 † 26. Januar 1812. Laufbahn: 26. August 1811 Generalmajor (Charakter) und im Ruhestand
- Karl Funk von Senftenau,

* 1744 † 1806. Laufbahn: 1. September 1793 mit Rang vom 12. Dezember 1791 Generalmajor, 17. April 1797 mit Rang vom 18. April 1797 Feldmarschalleutnant, November 1800 im Ruhestand, 1. Mai 1805 quittiert
- Joseph Wenzel Johann Nepomuk Fürst von Fürstenberg, Landgraf in der Baar und zu Stühlingen,

* 21. März 1728 † 2. Juni 1783. Laufbahn: 15. April 1775 mit Rang vom 24. August 1765 Generalmajor
- Egon VIII. Graf von Fürstenberg-Heiligenberg,

* 21. März 1588 † 24. August 1635. Laufbahn: 27. Dezember 1631 Generalfeldwachtmeister, 1635 Feldzeugmeister, 28. März 1634 kurbayerischer Feldzeugmeister; schwäbischer Generalleutnant (?)
- Ferdinand Friedrich Egon Graf von Fürstenberg-Heiligenberg,

* 6. Februar 1623 † 28. August 1662. Laufbahn: 1651 Generalfeldwachtmeister
- Friedrich Rudolf Graf von Fürstenberg-Mößkirch,

* 23.April 1602 † 26. Oktober 1655. Laufbahn: 1635 kurbayerischer Generalwagenmeister; 1. August 1635 kaiserlicher Generalfeldwachtmeister, 20. März 1651 Feldzeugmeister (Titel)
- Karl Egon Eugen Graf von Fürstenberg-Mößkirch,

* 2. November † 14. Oktober 1702 (⚔ bei Friedlingen). Laufbahn: 1692 schwäbischer Generalwagenmeister, 7. Dezember 1693 Feldmarschalleutnant, 20. April 1697 Feldzeugmeister; 3. April 1693 kaiserlicher Generalfeldwachtmeister, 27. Januar 1700 Feldmarschalleutnant
- Karl Joseph Alois Fürst zu Fürstenberg-Stühlingen,

* 26. Juni 1760 † 25. März 1799 (⚔ bei Stockach). Laufbahn: 1. Januar 1790 mit Rang vom 12. März 1789 Generalmajor, 4. März 1796 mit Rang vom 12. Februar 1794 Feldmarschalleutnant; schwäbischer Feldzeugmeister
- Ludwig August Egon Landgraf von Fürstenberg-Stühlingen,[3]

* 4. Februar 1705 † 10. November 1759. Laufbahn: August 1728 schwäbischer Generalwagenmeister; 6. September 1731 kaiserlicher Generalfeldwachtmeister, 1741 Feldmarschalleutnant ?; 9. März 1739 Reichs-General-Feldmarschalleutnant, 20. November 1754 Feldzeugmeister
- Johann Daniel Graf von Fürstenbusch,

* ? † 19. Dezember 1758 (1738 ?). Laufbahn: 12. November 1733 Generalfeldwachtmeister, 23. Mai 1734 Feldmarschalleutnant
- Friedrich Karl Ludwig Freiherr von Fürstenwärther,

* 17. Juli 1769 † 4./5. Juni 1856. Laufbahn: 2. September 1813 Generalmajor, 27. November 1827 Feldmarschalleutnant
- Kaspar Freiherr von Furtenburg,

* ? † 19. Februar 1799. Laufbahn: 6. März 1793 mit Rang vom 30. Oktober 1791 Generalmajor
- Peter Alfons Graf Fusko von Mathalony,

* ? † 28. Mai 1828. Laufbahn: 22. Juli 1809 Generalmajor